# 真脇遺跡

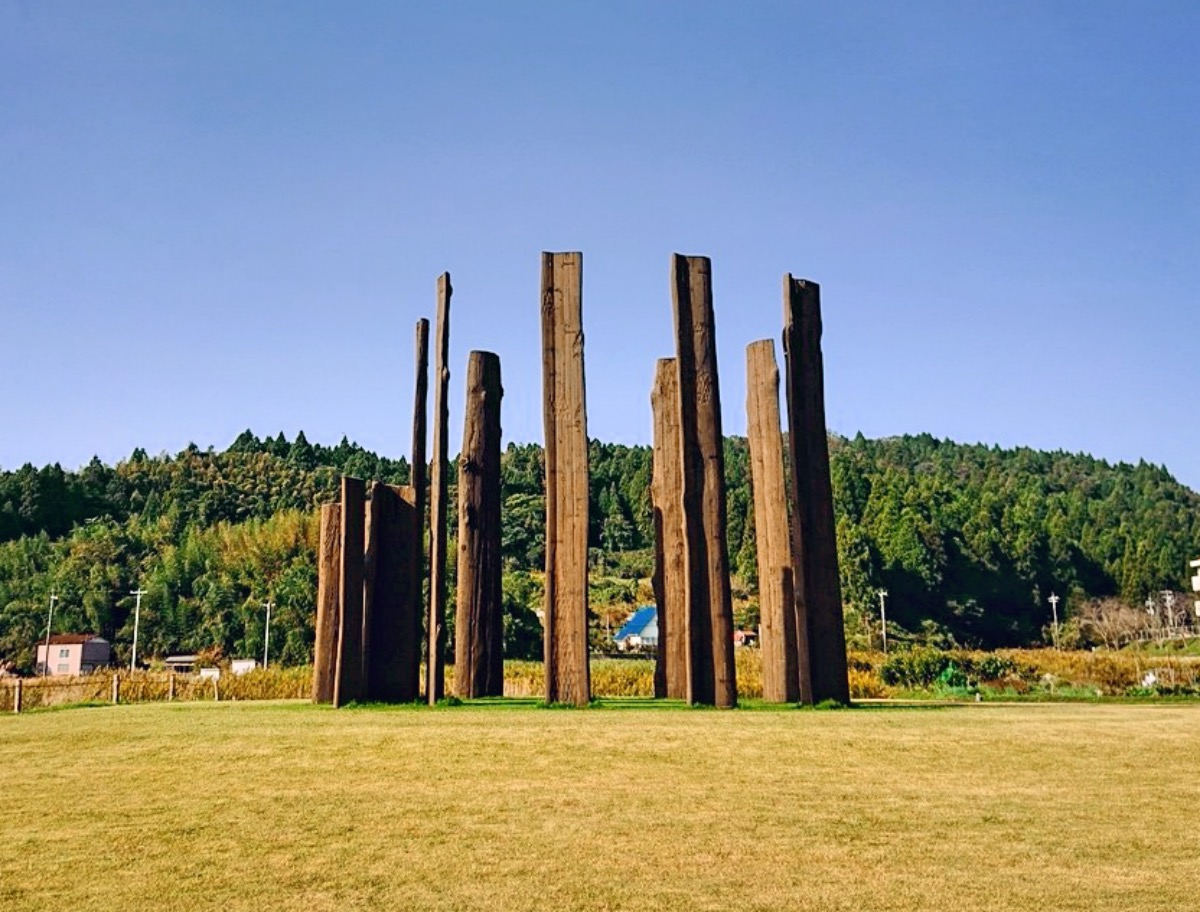
真脇遺跡の環状木柱列

真脇遺跡（まわきいせき）は、石川県鳳珠郡能登町字真脇にある縄文時代前期から晩期にいたる集落跡の遺跡である。国の史跡に指定されている。

## 概要
真脇遺跡は能登半島の先端から少し内海に入ったところにある入江の奥に位置する。用水路工事に伴い1982年（昭和57年）から1983年（昭和58年）にかけて行われた発掘調査により発見された。
遺跡は入江奥の沖積低地の遺物包含層の、最近の水田の土地の約1メートル下にあって、そこから約3メートル下に亙って遺跡の含まれる層が年代順に層を成していた。そこから発掘される遺物（考古資料）なども豊富であるため、「考古学の教科書」などとも呼ばれる。約6000年前から約2000年前まで、採集・漁撈の生活を営む集落があったものと考えられている。発掘で出土した厚く堆積した300体を超える大量のイルカの骨や、長さ2.5メートルもある巨大な彫刻柱、土偶、埋葬人骨、厳つい風貌の土面は後期に属する日本最古の仮面、整然とした土層などが話題を呼んだ。
この遺跡に住んでいた人々はイルカ漁を盛んに行ったらしく、大量のイルカの骨が発掘されている（特に前期 - 中期にかけて多く見られる）。イルカの骨には石器の鏃や槍が残っていて、獲ったイルカは食用に供せられるほか、骨を再利用したり、油を採ったりされた。また、イルカは、この土地だけでなく他地域との交易に使われたと考えられる。船は出土しなかったが、船の櫂（ヤチダモ材）が出土している。さらに中部山岳地帯や東北地方からの土器や玉が出土していることからも分かる。
遺跡最晩期の土層からは円状に並べられたクリ材の半円柱が発掘された。10本の柱で囲んだと思われる直径7.4メートルの環状木柱列で、各々の柱を半分に割り、丸い方を円の内側に向けている。その太さは直径80 - 96センチメートルもある。小さな環状木柱列もあり、これらは何度も立て替えられたと考えられる。同じ石川県金沢市で先に確認されたチカモリ遺跡の環状木柱列（ウッド・サークル）と良く似ており、注目されている。このような巨木を用いた建物や構築物は巨木文化と呼ばれ、日本海沿岸から中央高地にかけていくつか確認されている（新潟県糸魚川市の寺地遺跡、富山市古沢の古沢A遺跡、長野県原村の阿久遺跡など）。
遺跡は、1989年（平成元年）1月9日に国の史跡に指定された。また出土品のうち保存状態の良好なもの219点が1991年（平成3年）に国の重要文化財（考古資料）に指定された。

## 2000年の発掘
2000年（平成12年）11月の発掘で、縄文時代中期頃の盛り土で区画された大規模な集団墓地遺構が検出された。大量の土を動かし、それを積み上げて盛り土をし墓を造っている。盛り土は、日本列島では、縄文時代後期に属する北海道斜里郡斜里町の環状土籬、弥生時代の墳丘墓、古墳時代の各種の古墳などがある。人間の労働力を集中して自然の景観を変えてしまう共同作業が縄文の時代にも行われていた。また、中期中葉に属する板敷き土壙墓が発見された。そのうち1基から、仰臥屈葬による人骨が発見された。

## 保存と活用
国の史跡となった真脇遺跡は真脇遺跡公園として整備され、園内の真脇遺跡縄文館では重要文化財に指定された出土遺物219点を中心とする資料の展示公開が行われ、考古・歴史学習の場として活用されている。また、体験学習館や縄文真脇温泉、宿泊可能な研修施設「真脇ポーレポーレ」なども併設されている。